# Renault Clio Cup

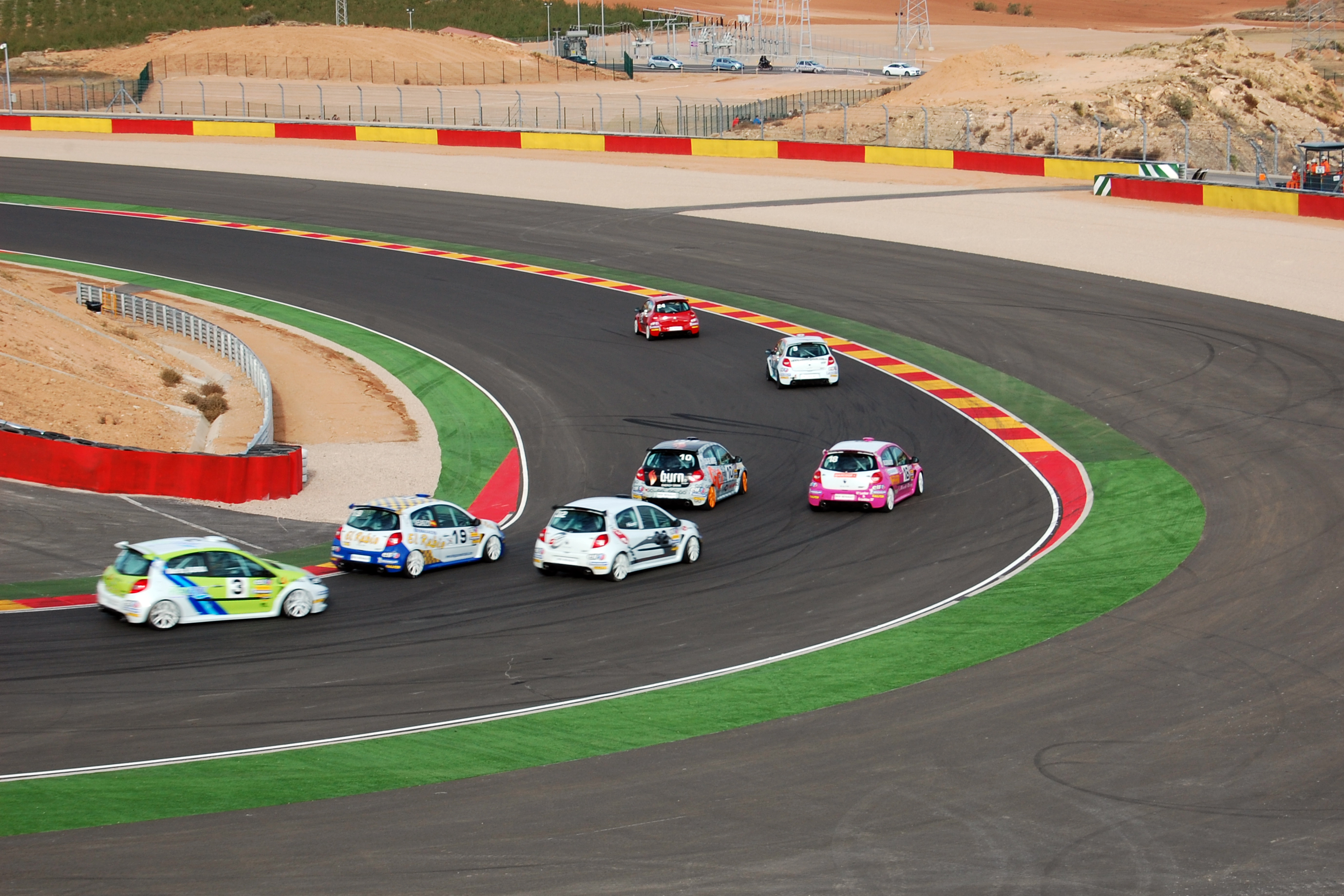
Renault Clio Cup no Ciudad del Motor de Aragón em 2009.

Renault Clio Cup, ou simplesmente Clio Cup é uma competição de automobilismo existente em 14 países onde há corridas de automóveis do modelo Renault Clio. Atualmente existem 14 competições nacionais, nos seguintes países: Bélgica, Brasil, Dinamarca, França, Alemanha, Hungria, Itália, México, Espanha, Países Baixos, Portugal, Suíça, Turquia e Reino Unido.

## Campeões
Nota: Tabela ainda incompleta.
| Ano  | Copa Internacional   | Argentina            | Bélgica                | Brasil                            | Dinamarca       | França              | Alemanha                              | Itália              | México                   | Países Baixos                             | Portugal           | Escandinávia | Espanha              | Eslovênia        | Suíça           | Turquia                            | Reino Unido | Estados Unidos |
| ---- | -------------------- | -------------------- | ---------------------- | --------------------------------- | --------------- | ------------------- | ------------------------------------- | ------------------- | ------------------------ | ----------------------------------------- | ------------------ | ------------ | -------------------- | ---------------- | --------------- | ---------------------------------- | ----------- | -------------- |
| 2008 |                      |                      |                        |                                   |                 |                     |                                       |                     |                          |                                           |                    | Not held     |                      |                  |                 |                                    |             | Not held       |
| 2007 |                      | Agustín Canapino     | Not held               | José Cordova                      | Petter Granlund | Johan-Boris Scheier | Kristian Nägele                       | Massimiliano Pedalà |                          |                                           | Fernando Navarrete | Not held     |                      | Daniel Hadorn    |                 | Martin Byford Niki Lanik †         |             | Not held       |
| 2006 |                      | Jorge Loyarte        | Not held               | Claúdio Gontijo Wagner Ebrahim †3 | Kasper Jensen   | Johan-Boris Scheier | Wilko Becker                          | Massimiliano Pedalà |                          |                                           | Luis Calleja       | Not held     |                      | Lukas Ryf        |                 | Tom Onslow-Cole Niki Lanik †       |             | Not held       |
| 2005 |                      | Gabriel Satorra      | Not held               | José Cordova                      | Henrik Larsen   | Nicolas Pierre      |                                       | Massimiliano Pedalà | José González            |                                           |                    | Not held     |                      | Fred Yerly       |                 | Jonathan Adam Matt Allison †       |             | Not held       |
| 2004 |                      | Humberto Krujoski    | Pierre-Yves Corthals   | Renê Bauer                        | Jesper Davidsen | Ludovic Simon       |                                       | Cirò Giuseppe       | Ricardo Pérez de Lara    |                                           | Álvaro Rodríguez   | Not held     |                      | Daniel Hadorn    | Selim Özgörkey  | Paul Rivett Jonathan Adam †        |             | Not held       |
| 2003 |                      |                      | Michel Heydens         | Elias Nascimento Jr.              | Not held        | Not held            | Pierre-Yves Corthals Dirk Werner †2   | Cirò Giuseppe       | Eugenio Martín del Campo |                                           | Oscar Nogués       | Not held     |                      | Daniel Hadorn    | Ahmet Atay      | Jonathan Fildes Paul Rivett †      |             | Not held       |
| 2002 |                      |                      | Stéphane Lemeret       | Luiz Carreira Jr.                 | Not held        | Not held            | Sebastian Grunert Michael Bellmann †2 |                     | Not held                 | Sebastiaan Bleekemolen Patrick de Jong †6 |                    | Not held     |                      | Mathias Schläppi | Hakan Güven     | Paul Rivett Tom Ferrier †          |             | Not held       |
| 2001 | Pierre-Yves Corthals |                      |                        | Not held                          | Not held        | Not held            | Stefan Neuberger †2                   |                     | Not held                 | Jeroen Bleekemolen                        | Luis Miguel Reyes  | Not held     |                      | Daniel Hadorn    |                 | Daniel Buxton                      |             | Not held       |
| 2000 |                      |                      | Pierre-Yves Corthals   | Not held                          | Not held        | Gilles Vannelet     |                                       |                     | Not held                 |                                           |                    | Not held     |                      | Mathias Schläppi |                 | Jim Edwards Jr                     |             | Not held       |
| 1999 |                      |                      | Stéphane Lemeret       | Not held                          | Not held        | Frédéric Gabillon   |                                       |                     | Not held                 |                                           |                    | Not held     |                      | Lorent Luyet     |                 | Andy Priaulx                       |             | Not held       |
| 1998 |                      |                      | Jean-Claude Kamber     | Not held                          | Not held        |                     |                                       |                     | Not held                 |                                           |                    | Not held     | Edy Kamm             |                  | Dan Eaves       |                                    |             | Not held       |
| 1997 |                      | Pierre-Yves Corthals | Guillaume Greuet       | Not held                          | Not held        |                     |                                       |                     | Not held                 |                                           |                    | Not held     | Daniel Hadorn        |                  | Bryce Wilson    |                                    |             | Not held       |
| 1996 |                      | Pierre-Yves Corthals | Eric Archambaud        | Not held                          | Not held        |                     |                                       | Frans Verschuur     | Not held                 |                                           | Alberto Zenic      | Not held     | Jo Lima              |                  | Jason Plato     |                                    |             | Not held       |
| 1995 |                      | Pierre-Yves Corthals | Jean-François Poughon  | Not held                          | Not held        |                     |                                       | Frans Verschuur     | Not held                 |                                           |                    |              | Balz Kamm            |                  | Lee Brookes     |                                    |             | Not held       |
| 1994 |                      |                      | Christophe Sarhy       | Not held                          | Not held        |                     |                                       |                     | Not held                 | Thomas Nielsen                            |                    |              | Edy Kobelt           |                  | John Bintcliffe |                                    |             | Not held       |
| 1993 |                      |                      | Frédéric Fezard        | Not held                          | Not held        |                     |                                       | Phil Bastiaans      | Not held                 | Jan Nilsson                               |                    |              | Daniel Hadorn        |                  | Alastair Lyall  |                                    |             | Not held       |
| 1992 |                      |                      | Jean-Marc Morizet      | Not held                          | Not held        |                     |                                       | Frans Verschuur     | Not held                 | Kenny Bräck                               |                    |              | Stefan Bertschart    |                  | Matt Johnson    |                                    |             | Not held       |
| 1991 |                      |                      | Patrick Bourdais       | Not held                          | Not held        |                     |                                       | Frans Verschuur     | Not held                 | Not held                                  |                    |              | Marcel Klay          |                  |                 |                                    |             | Not held       |
| 1990 |                      |                      | Henri Lebeau           | Not held                          | Not held        |                     |                                       |                     | Not held                 | Not held                                  |                    |              | Philipp Steinauer    |                  | Jim Edwards Jr  |                                    |             | Not held       |
| 1989 |                      |                      | Jean-Louis Carponcin   | Not held                          | Not held        |                     |                                       | Frans Verschuur     | Not held                 | Not held                                  |                    |              | Hanspeter Bigler     |                  |                 |                                    |             |                |
| 1988 |                      |                      | Bernard Castagné       | Not held                          | Not held        |                     |                                       | Frans Verschuur     | Not held                 | Not held                                  |                    |              | Charlie Grütter      |                  |                 | Mike Davies †5                     |             |                |
| 1987 |                      |                      | Michel Bourgault       | Not held                          | Not held        |                     |                                       |                     | Not held                 | Not held                                  |                    |              | Urs Eberle           |                  | Barrie Williams | Mike Davies †5                     |             |                |
| 1986 |                      | Not held             | Michel Duverney        | Not held                          | Not held        |                     |                                       |                     | Not held                 | Not held                                  |                    |              | Michel Walpen        |                  |                 | Scott Lagasse †5                   |             |                |
| 1985 |                      | Not held             | Marc Ranucci           | Not held                          | Not held        |                     |                                       |                     | Not held                 | Not held                                  |                    |              | Hermman Roth         |                  |                 | Parker Johnstone †4 David Murry †5 |             |                |
| 1984 |                      | Not held             | Jean-Claude Dutrey     | Not held                          | Not held        |                     |                                       |                     | Not held                 | Not held                                  |                    |              | Herbert Furrer       |                  |                 |                                    |             |                |
| 1983 |                      | Not held             | Jean-Michel Bernes     | Not held                          | Not held        |                     |                                       |                     | Not held                 | Not held                                  |                    |              | Armin Conrad         |                  |                 |                                    |             |                |
| 1982 |                      | Not held             | Manuel Carvalho        | Not held                          | Not held        |                     |                                       |                     | Not held                 | Not held                                  |                    |              | Rene Traversa        |                  |                 |                                    |             |                |
| 1981 |                      | Not held             | Francis Canal          | Not held                          | Not held        |                     |                                       |                     | Not held                 | Not held                                  |                    |              | Stephan Lüscher      |                  |                 | Not held                           |             |                |
| 1980 |                      | Not held             | Denis Derepas          | Not held                          | Not held        |                     |                                       |                     | Not held                 | Not held                                  |                    |              | Silvio Berger        |                  |                 | Not held                           |             |                |
| 1979 |                      | Not held             | Eric Houdelekt         | Not held                          | Not held        |                     |                                       |                     | Not held                 | Not held                                  |                    |              | Rolf Fuhrer          |                  | Jim Edwards Sr  | Not held                           |             |                |
| 1978 |                      | Not held             | Jean-Pierre Lajournade | Not held                          | Not held        |                     |                                       |                     | Not held                 | Not held                                  |                    |              | Hans Peter Uellinger |                  | Neil McGrath    | Not held                           |             |                |
| 1977 |                      | Not held             | André Bourdon          | Not held                          | Not held        |                     |                                       |                     | Not held                 | Not held                                  |                    |              | Not held             |                  |                 | Not held                           |             |                |
| 1976 |                      | Not held             | Yves Fremont           | Not held                          | Not held        |                     |                                       |                     | Not held                 | Not held                                  |                    |              | Not held             |                  | Neil McGrath    | Not held                           |             |                |
| 1975 |                      | Not held             | Jean-Luc Rancon        | Not held                          | Not held        |                     |                                       |                     | Not held                 | Not held                                  |                    |              | Not held             |                  | Neil McGrath    | Not held                           |             |                |
| 1974 |                      | Not held             | Gérard Delplanque      | Not held                          | Not held        |                     |                                       |                     | Not held                 | Not held                                  |                    |              | Not held             |                  | Neil McGrath    | Not held                           |             |                |
| 1973 |                      | Not held             | Jean-Pierre Gabreau    | Not held                          | Not held        |                     |                                       |                     | Not held                 | Not held                                  |                    |              | Not held             |                  | Not held        | Not held                           |             |                |
| 1972 |                      | Not held             | René Metge             | Not held                          | Not held        |                     |                                       |                     | Not held                 | Not held                                  |                    |              | Not held             |                  | Not held        | Not held                           |             |                |
| 1971 |                      | Not held             | Marc Sourd             | Not held                          | Not held        |                     |                                       |                     | Not held                 | Not held                                  |                    |              | Not held             |                  | Not held        | Not held                           |             |                |
| 1970 |                      | Not held             | Bernard Mangé          | Not held                          | Not held        |                     |                                       |                     | Not held                 | Not held                                  |                    |              | Not held             |                  | Not held        | Not held                           |             |                |
| 1969 |                      | Not held             | Bernard Lagier         | Not held                          | Not held        |                     |                                       |                     | Not held                 | Not held                                  |                    |              | Not held             |                  | Not held        | Not held                           |             |                |
| 1968 |                      | Not held             | Roland Trollé          | Not held                          | Not held        |                     |                                       |                     | Not held                 | Not held                                  |                    |              | Not held             |                  | Not held        | Not held                           |             |                |
| 1967 |                      | Not held             | François Lacarrau      | Not held                          | Not held        |                     |                                       |                     | Not held                 | Not held                                  |                    |              | Not held             |                  | Not held        | Not held                           |             |                |
| 1966 |                      | Not held             | Jimmy Mieusset         | Not held                          | Not held        |                     |                                       |                     | Not held                 | Not held                                  |                    |              | Not held             |                  | Not held        | Not held                           |             |                |

| Renault 8 Gordini | Renault 12 Gordini | Renault 5 LS kitée or TL | Renault 5 TS | Renault 5 Alpine | Renault 5 Alpine Turbo | Renault LeCar | Renault Encore | Renault 5 GT Turbo | Renault Clio 16S | Renault Sport Spider | Renault Mégane Coupé 16V | Renault Clio 172 | Renault Clio 182 | Renault Clio 197 |

- Quadrados brancos significam anos sem competição

## Simuladores
O jogo TOCA Race Driver 3 conta uma categoria de turismo denominada Renault Clio Cup, simulando outras categorias importantes também como a alemã DTM e a australiana V8 Supercars.

## No Brasil
No Brasil a Copa existe desde 2003 com o nome de Copa Renault Clio.